# Yeshe Tenpe Gyeltshen
Yeshe Tenpe Gyeltshen (tib.: ye shes bstan pa'i rgyal mtshan; auch: Yixi Danbi Jianzan 益喜丹贝坚赞 ; Yixi Danbi Jianzan 伊希丹毕坚赞/伊希丹畢堅贊; geb. 1787 in Qinghai; gest. 1846 in Peking) war ein hoher Geistlicher der Gelug-Schule des tibetischen Buddhismus.
Als Tschangtscha Hutuktu (lCang-skya Khutukhtu) wurde er als vierte Persönlichkeit dieser Inkarnationsreihe im Gönlung-Kloster (der Monguor/Tu) in Amdo (Qinghai) angesehen.